# Universidade de Greifswald
A Universidade de Greifswald (em alemão:  Universität Greifswald), é uma instituição de ensino superior alemã, localizada na cidade de Greifswald, na costa do Mar Báltico, entre as ilhas de Rügen e Usedom, no estado federal de Mecklemburgo-Pomerânia Ocidental.

## História
A Universidade de Greifswald foi fundada a 17 de outubro de 1456, com a aprovação do Sacro Império Romano-Germânico e do Papa. É a quarta mais antiga universidade da Alemanha e uma das mais antigas da Europa.

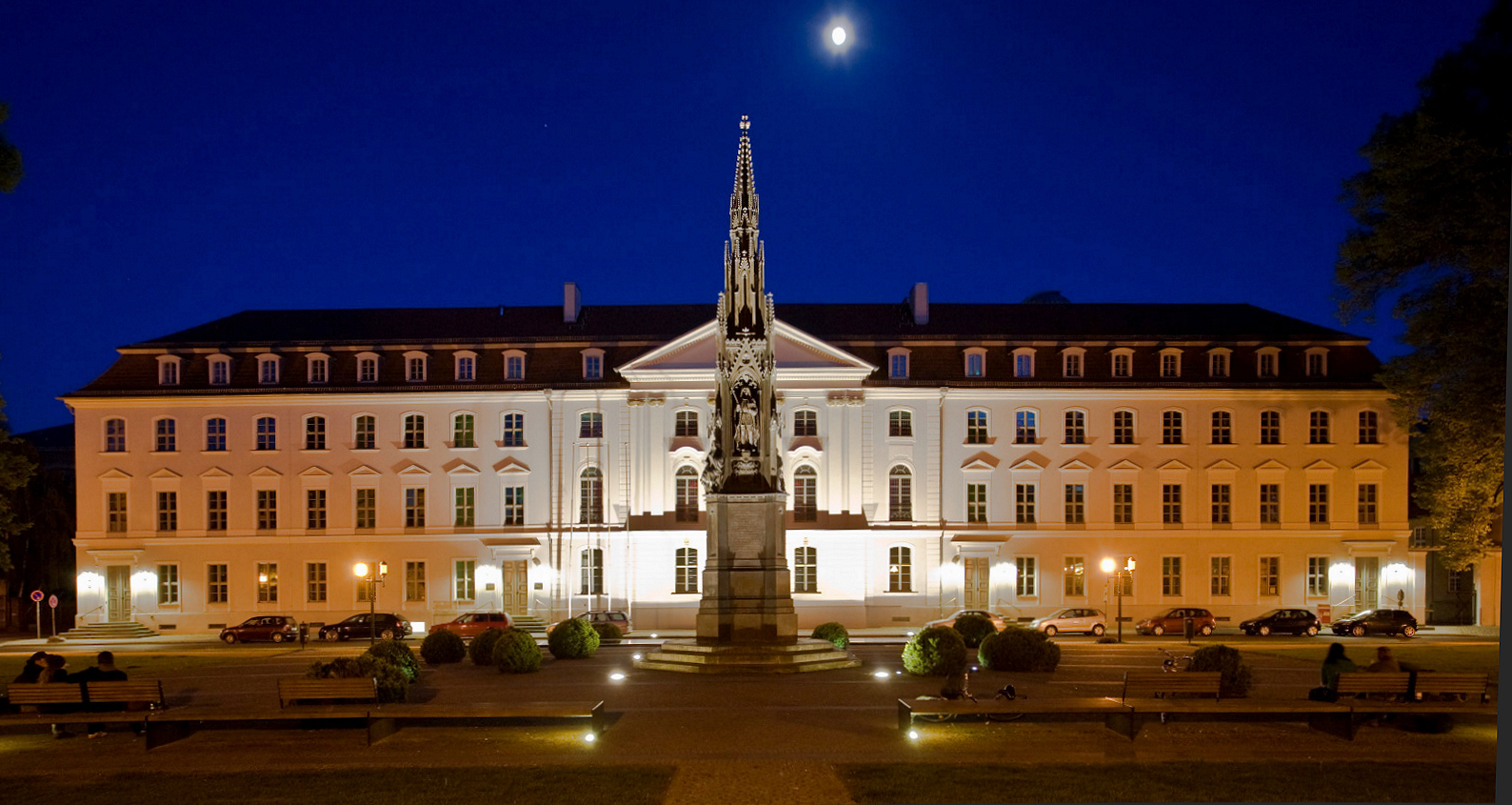
O edifício principal da Universidade, construído entre 1747 e 1750.

## Faculdades
A Universidade é constituída por 5 faculdades:
- Direito e Ciências Económicas
- Letras
- Matemática e Ciências Naturais
- Medicina
- Teologia

## Estudantes e professores mais notáveis
- Bernhard von Bülow (1849-1929), chanceler do Império Alemão (1900-1909)
- Gerhard Domagk (1895-1964), recebeu o Nobel de Medicina em 1939
- Johannes Stark (1874-1957), recebeu o Nobel de Física em 1919
- Otto von Bismarck (1815-1898), chanceler do Império Alemão (1871-1890)